# 殺戮空間2
《殺戮空間2》是由Tripwire Interactive開發，Iceberg Interactive在2015年4月21日發行的一款第一人稱射擊遊戲。

## 外部連結
- 官方网站